# Gębarzów
Gębarzów dawniej też Gębarzew – wieś w Polsce położona w województwie mazowieckim, w powiecie radomskim, w gminie Skaryszew. Ma status sołectwa.
W latach 1975–1998 miejscowość administracyjnie należała do województwa radomskiego.
Przez miejscowość przepływa Kobylanka, dopływ Modrzewianki.
Wierni Kościoła rzymskokatolickiego należą do parafii Parafia św. Andrzeja Boboli w Bardzicach.

## Integralne części wsi
| SIMC    | Nazwa             | Rodzaj     |
| ------- | ----------------- | ---------- |
| 0636910 | Budy Gębarzowskie | przysiółek |
| 0636940 | Hektary           | przysiółek |
| 1055641 | Nowa Wieś         | część wsi  |
| 1055687 | Stara Wieś        | część wsi  |
| 0636962 | Wygwizdów         | przysiółek |

## Historia
W XV wieku Gębarzew (obecnie Gębarzów) stanowił własność braci: Jakóba i Mikołaja herbu Powała (Jan Długosz L.B. t.I s.446).
W wieku XIX opisano Gębarzew, jako – wieś w powiecie radomskim, gminie Gębarzew, parafii Skaryszew. W 1827 r. było tu 32 domy, 214 mieszkańców. W roku 1882 było 30 domów 332 mieszkańców. Gębarzewskie Budy – osada liczyła wówczas 1 dom 12 mieszkańców.
Gmina Gębarzew z urzędem we wsi Bardzice liczyła z końcem XIX wieku ludności 3108, przestrzeni było 11329 mórg w tym ziemi dworskiej 6791 mórg, włościańskiej zaś 4538 mórg. Sąd gminny okręgu VI w Wierzbicy oddalonej o 10 wiorst, we wsi była stacja pocztowa.

## Charakterystyka dóbr
Folwark Gębarzew z wsiami Gębarzew, Magierów i Budy Gębarzewskie, zostały nabyte w 1875 r. za rubli srebrnych 54 742. Rozległość wynosiła mórg 1347 w tym grunta orne i ogrody mórg 461, łąk mórg 154, pastwisk mórg 13, lasu mórg 692, nieużytki i place mórg 27. Budynków murowanych było 11, drewnianych 22, funkcjonował wiatrak. Wieś Gębarzew osad 26, gruntu mórg 442; wieś Magierów osad 5, gruntu mórg 34; wieś Budy Gębarzewskie osad 2, gruntu mórg 12. W 1877 r. oddzielono attynencję Magierów z gruntem mórg 425.